# Merwinita
La merwinita és un mineral de la classe dels silicats. Va ser descoberta l'any 1921 a la pedrera Wet Weather, Comtat de Riverside, Califòrnia i va rebre el seu nom per part d'Esper S. Larsen I i George Faustal en honor del professor Herbert Eugene Merwin (1878-1963), mineralogista i petrologista estatunidenc de la Carnegie Institution for Science, Washington, D.C..

## Característiques
La merwinita és un nesosilicat de fórmula química Ca₃Mg(SiO₄)₂. Cristal·litza en el sistema monoclínic, els seus cristalls són rars i arrodonits i només creixen fins a 3 mm. El seu color varia de blanc a verd clar, gris clar verdós o incolor. La seva duresa a l'escala de Mohs és 6. A part dels elements de la seva fórmula, pot contenir impureses de ferro i alumini.
Segons la classificació de Nickel-Strunz, la merwinita pertany a «9.AD - Nesosilicats sense anions addicionals; cations en [6] i/o major coordinació» juntament amb els següents minerals: larnita, calcio-olivina, bredigita, andradita, almandina, calderita, goldmanita, grossulària, henritermierita, hibschita, hidroandradita, katoïta, kimzeyita, knorringita, majorita, morimotoïta, vogesita, schorlomita, spessartina, uvarovita, wadalita, holtstamita, kerimasita, toturita, momoiïta, eltyubyuïta, coffinita, hafnó, torita, thorogummita, zircó, stetindita, huttonita, tombarthita-(Y), eulitina i reidita.

## Formació i jaciments
La merwinita apareix en pedres calcàries dolimítiques silíciques en contacte amb zones metamòrfiques, i es forma a temperatures relativament elevades, localment en quantitats significants.
Ha estat trobada a Juína, Mato Grosso, Brasil; Bolyarovo, Província de Iàmbol, Bulgària; Comtat d'Iverness, Nova Escòcia i Kativik, Quebec, Canadà; Baoding, Hebei i Yiyang, Hunan, Xina; volcà Shadil-Kohkh, Xida Kartli, Geòrgia; Georgsmarienhütte, Baixa Saxònia, Geòrgia; Negev, Israel; Amman, Jordània; Dovyren, Zabaikàlie, Narin-Kunta, óblast d'Irkutsk i riu Nizhanyaya Tunguska, Evenkia, Sibèria de l'Est, Rússia; pedreres Crestmore, Comtat de Riverside, Califòrnia, Neihart, Montana, South Sisters Peak, Nou Mèxic, Sierra Diablo i Apache Peak, Texas, Estats Units.